# Yoshiatsu Oiji
Yoshiatsu Oiji (生地 慶充 Oiji Yoshiatsu?), född 2 april 1998 i Tokyo prefektur, är en japansk fotbollsspelare.
Oiji började sin karriär 2016 i FC Tokyo.